# Piti (Guam)
Pour les articles homonymes, voir Piti.
Piti est l'une des dix-neuf villes du territoire des États-Unis de Guam.
La population était de 1 585 habitants en 2020.